# Поп де Бэсешти, Георге

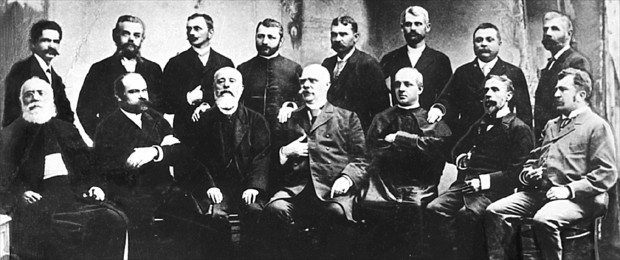
Подписавшие меморандум
верхний ряд, слева направо: Dionisie Roman, Patriciu Barbu, Dr. D.O.Barcianu, Gherasim Domide, Dr. Teodor Mihali, Dr. Aurel Suciu, Mihaiu Veliciu, Rubin Patiţa
нижний ряд, слева направо: Niculae Cristea, Iuliu Coroianu, Георге Поп де Бэсешти, Dr. Ioan Raţiu, Dr. Vasile Lucaciu, Dimitrie Comşa, Septimiu Albini

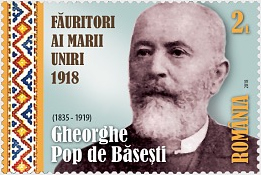
Почтовая марка Румынии 2018 г.

Георге Поп де Бэсешти (рум. Gheorghe Pop de Băsești; 1 августа 1835, Бесешть, Австрийская империя (ныне Марамуреш, Румыния) — 23 февраля 1919, там же, Королевство Румыния) — румынский политик австрийского происхождения, заместитель председателя (1881—1902), председатель Румынской национальной партии (рум. Partidul Național Român din Ungaria și Transilvania) (1902—1919).

## Биография
Из дворян.
Изучал право в Юридической академии в Орадя. В 1860 году, после окончания учёбы, работал муниципальным служащим в Орадя, затем в качестве уездного чиновника.
В 1872—1881 году — членом венгерского парламента. В течение 9 лет представлял интересы румынской буржуазии Трансильвании в парламенте в Будапеште . В августе 1880 года на конференции в Турде предложил объединить всех румын Трансильвании и Венгрии в единую национальную партию. В 1881 году была провозглашена солидарность румынских национальных партий в Венгрии и их союза под названием Румынской национальной партии Трансильвании и Венгрии.

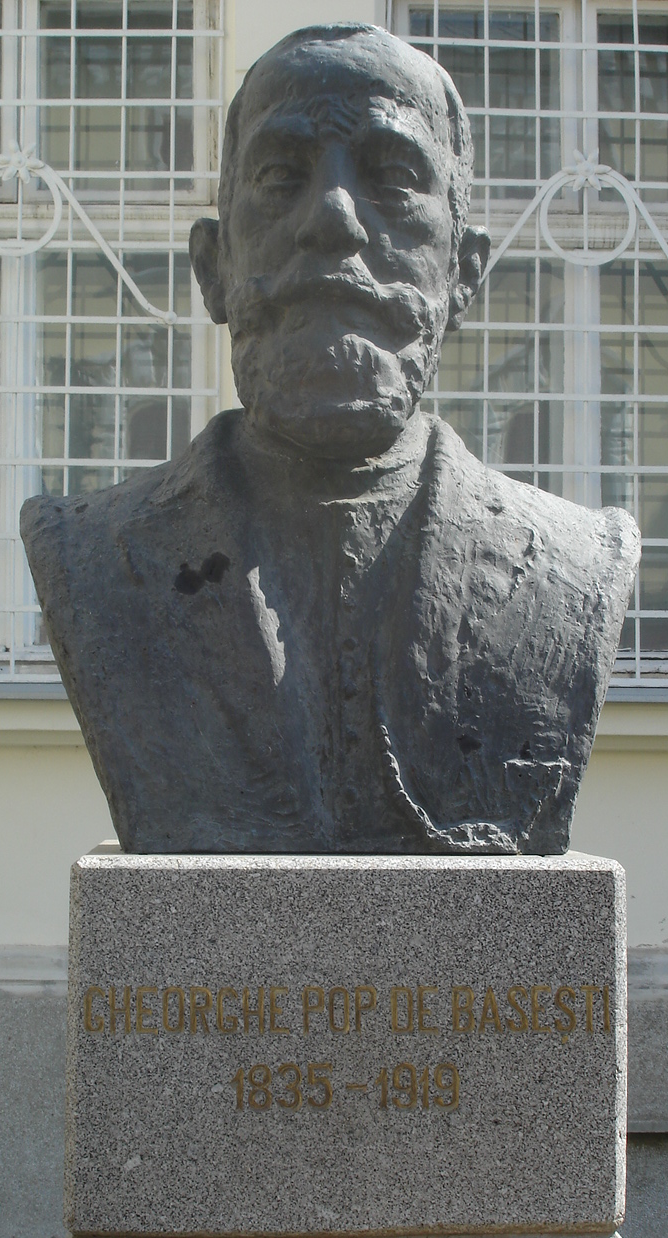
Бюст Георге Попу де Бэсешти в Алба-Юлия

Инициатор создания в 1902 году Трансильванского меморандума. В петиции к властям Австро-Венгерской Империи предъявлялись требования равных с венграми прав для румын в Трансильвании, прекращения мадьяризации и попыток гонений, требования политических прав для румын, как народа.
Составление и вручение императору Франц-Иосифу меморандума было первой крупной политической акцией румын Трансильвании после 1868 года, когда, вслед за австро-венгерским соглашением 1867 года и принятием венгерским парламентом закона о национальных меньшинствах, румынские политические деятели бойкотировали участие во внутренней политике Венгерского королевства.
Был одним из румынских политиков, приговорённых к тюремному заключению за поддержку Трансильванского меморандума во время судебного процесса над подписантами в Клуже в 1894 году. Возглавлял Национальное собрание в Алба-Юлия 1 декабря 1918 года.

## Память
- Почта Румынии в 1985 и 2018 г. выпустила марки с изображением Георге Попу де Бэсешти.
- В Алба-Юлия установлен бюст политика.
- По случаю 100-летия Союза Трансильвании с Румынией в ноябре 2018 года Национальный банк Румынии выпустил в обращение набор монет, в том числе с изображением Георге Попу де Бэсешти[2].